# Sé titular de Preslava
Arquidiocese de Preslava (em latim: Archidioecesis Preslavensis) é uma uma sé suprimida e sé titular da Igreja Católica Romana.

## História
A histórica cidade de Preslava, cujas ruínas estão próximas da cidade de Veliki Preslav, na Bulgária, é uma antiga sé arquiepiscopal da Igreja Búlgara durante o Segundo Império Búlgaro.
A Igreja Búlgara, por um curto período, entrou em comunhão com a sé de Roma. Entre as dioceses unidas estava a de Preslava (em latim: Prosthlavensis), a cujo arcebispo, Saba, o Papa Inocêncio III enviou o pálio em 25 de fevereiro de 1204.
Desde 1930 Preslava está incluída entre as sés arquiepiscopais titulares da Igreja Católica Romana; o assento está vago desde 7 de julho de 1977.

## Arcebispos titulares
- Mathias Clement Lenihan † (14 de fevereiro de 1930 - 19 de agosto de 1943)
- Thomas Benjamin Cooray, OMI † (14 de dezembro de 1945 - 26 de julho de 1947)
- Maurice Baudoux † (4 de março de 1952 - 14 de setembro de 1955)
- Joseph-Martin Urtasun † (17 de setembro de 1955 - 22 de abril de 1957)
- Benedetto Falcucci † (1 de janeiro de 1959 - falecido em 7 de julho de 1977)